# 纯灰雀鹀属
纯灰雀鹀属（学名：Haplospiza）是唐纳雀科下的一个属。

## 下属物种
本属包括以下物种：
- 蓝灰雀鹀 Haplospiza rustica (Tschudi, 1844)
- 纯灰雀鹀 Haplospiza unicolor Cabanis, 1851